# Індійський лотос
Лотос індійський, лотос східній, лотос горіхоносний (Nelumbo nucifera) — багаторічна водна рослина. Його насіння, збережене за сприятливих умов, може залишатись плодючим впродовж багатьох років.
Природний ареал індійського лотоса займає велику територію від сучасного В'єтнаму до Афганістану, проте він був штучно розповсюджений ще ширше як декоративна і харчова рослина, включаючи Близький Схід та Північну Африку. До Європи рослина потрапила в 1787 році, під патронажем Джозефа Бенкса, і може рости в ботанічних садах при забезпеченні підігріву. Зараз індійський лотос акліматизувався в Південній Азії і Австралії, де часто вирощується в штучних водоймах парків. Також індійський лотос є одним з національних символів Індії та В'єтнаму.
В Україні вид інтродукований в пониззі Дніпра (р-н Голої Пристані, с. Кардашинка) і Дунаю.

## В Індії

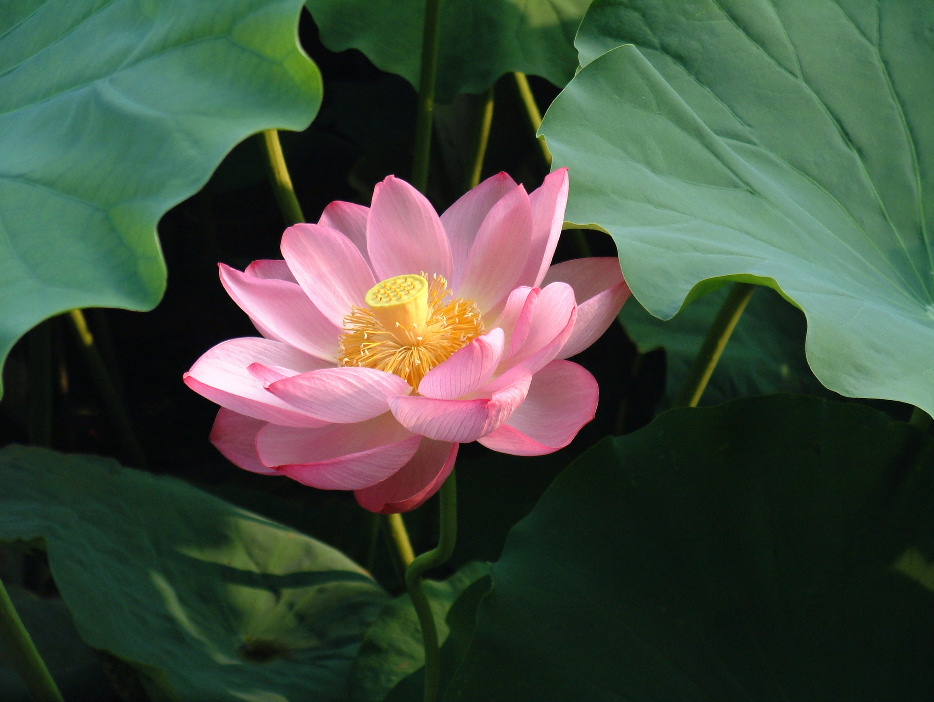
Nelumbo nucifera

«Лотос — друг сонця, — писали також і в священних книгах Індії. — Коли місяць зі своїми холодними променями зникає, лотос розкривається».
В Індії лотос теж вважався священним. Стародавні індуси представляли землю у вигляді квітки лотоса. Бог індусів Брама, як і єгипетський бог Озіріс, зображується на листі лотоса в лежачому положенні; храми, присвячені їм, також прикрашаються лотосами. У міфології індусів богиня родючості Лакшмі перепливає океан на квітці лотоса. «Квіти лотоса — корабель, на якому потопаючий серед океану життя може знайти порятунок». Лотос розводять в Індії та Китаї, висіваючи насіння в мул ставків і каналів.
Один з видів (Nelumbo nucifera) священного лотоса Єгипту та Індії зростає не тільки в цих країнах. Листя цього лотоса, що має вигляд обернених ковпачків на довгих черешках й височіє над водою; його великі рожеві і пурпурові квітки можна побачити в гирлі Волги, в районі Астрахані, в дрібних затонах Каспійського моря та в гирлах річок Кури й Тереку в Закавказзі. Лотос росте також на Далекому Сході.